# Place Carnegie
La place Carnegie est une place de la ville de Reims en France.

## Situation et accès
Elle est reliée à la rue du Cardinal-de-Lorraine, à la rue Voltaire, au cours Anatole-France et à la rue de l'Université.

## Origine du nom
Elle porte le nom de Andrew Carnegie, bienfaiteur de la ville.

## Historique
La place Carnegie a été créée, en 1925, dans le cadre du plan de reconstruction de Reims.
Elle a été construite, conjointement avec la création des nouvelles rues voulues par l'urbaniste Ford comme la rue Voltaire.

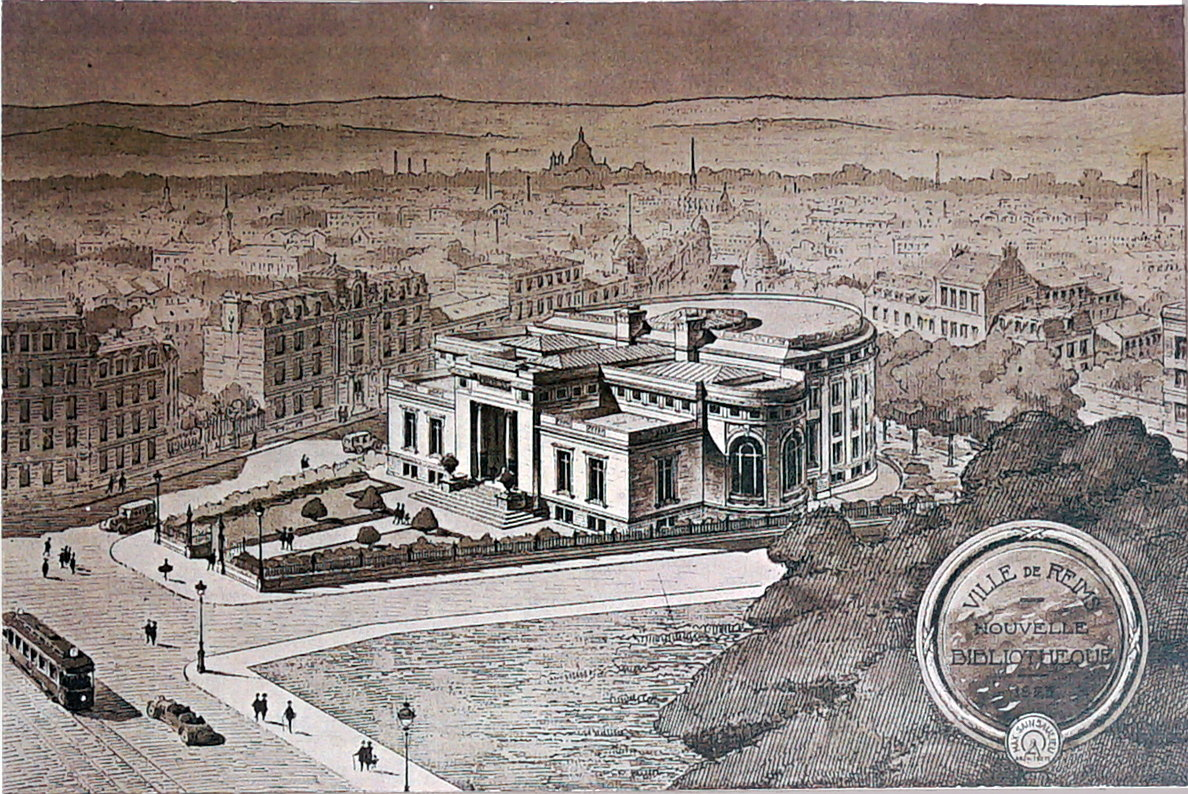
Projet de la bibliothèque Carnegie par Max Sainsaulieu.

## Bâtiments remarquables et lieux de mémoire
- Cathédrale Notre-Dame de Reims,
- Buste d'Andrew Carnegie,
- Bibliothèque Carnegie (Reims).

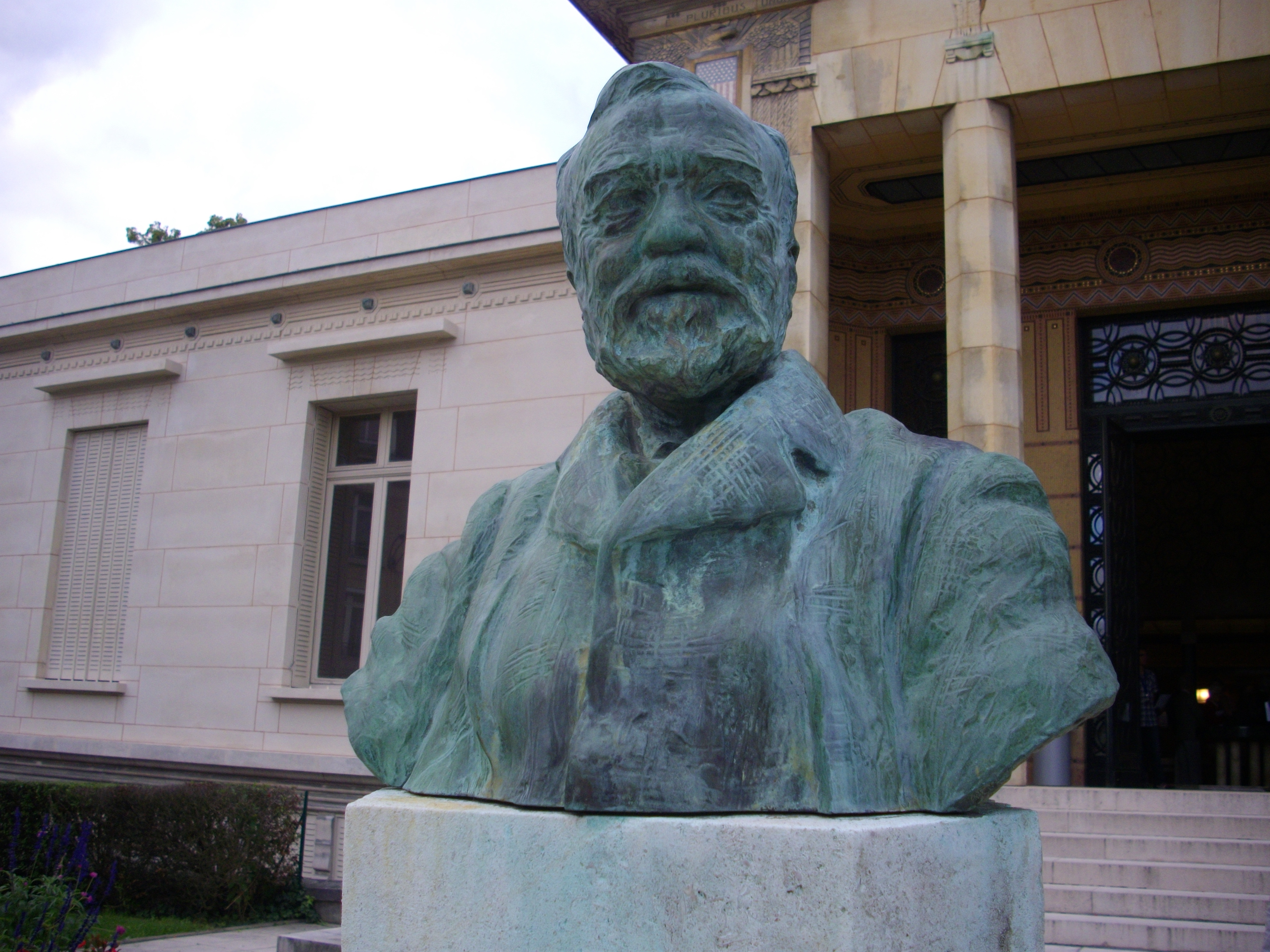
Buste d'Andrew Carnegie.